# Anelosimus studiosus
Anelosimus studiosus es una especie de araña de telaraña del género Anelosimus, de la familia Theridiidae, orden Araneae. Fue descrita por Hentz en 1850.
Se distribuye por América: desde Estados Unidos hasta Argentina. Fue publicada en Descriptions and figures of the araneides of the United States. Boston Journal of Natural History 6: 18-35, 271-, 295.